# Pheidole pieli
Pheidole pieli är en myrart som beskrevs av Santschi 1925. Pheidole pieli ingår i släktet Pheidole och familjen myror. Inga underarter finns listade i Catalogue of Life.